# Ван Имп, Эд
Эдвард Чарльз Ван Импе (нидерл. Edward Charles Van Impe; 27 мая 1940, Саскатун — 29 апреля 2025) — канадский хоккеист, игравший на позиции защитника; двукратный обладатель Кубка Стэнли в составе клуба «Филадельфия Флайерз» (1974, 1975), трёхкратный участник матчей всех звёзд НХЛ.

## Игровая карьера
Отыграв результативно за «Баффало Байзонс» пять сезонов, присоединился к «Чикаго Блэкхокс», в котором он ярко проявил себя, заработав за сезон 19 очков (8+11). По окончании сезона он был выставлен на драфт расширения, где в 3-м раунде под общим 15-м номером его забрала «Филадельфия Флайерз».
В 1968 году он стал капитаном команды, сменив Лу Анготти; он был капитаном до 1973 года, пока его не заменил Бобби Кларк. В 1974 и 1975 годах в составе «Флайерз» стал дважды подряд обладателем Кубка Стэнли, являясь в той команде одним из ключевых игроков.
В 1976 году был обменян в «Питтсбург Пингвинз», где в сезоне 1976/77 отыграл всего 10 матчей и завершил свою игровую карьеру.
Умер 29 апреля 2025 года в возрасте 84 лет.